# Nola funebralis
Nola funebralis is een vlinder uit de familie van de visstaartjes (Nolidae). De wetenschappelijke naam van de soort is voor het eerst geldig gepubliceerd in 1961 door de Toulgoët.